# Anthony A. Alaimo

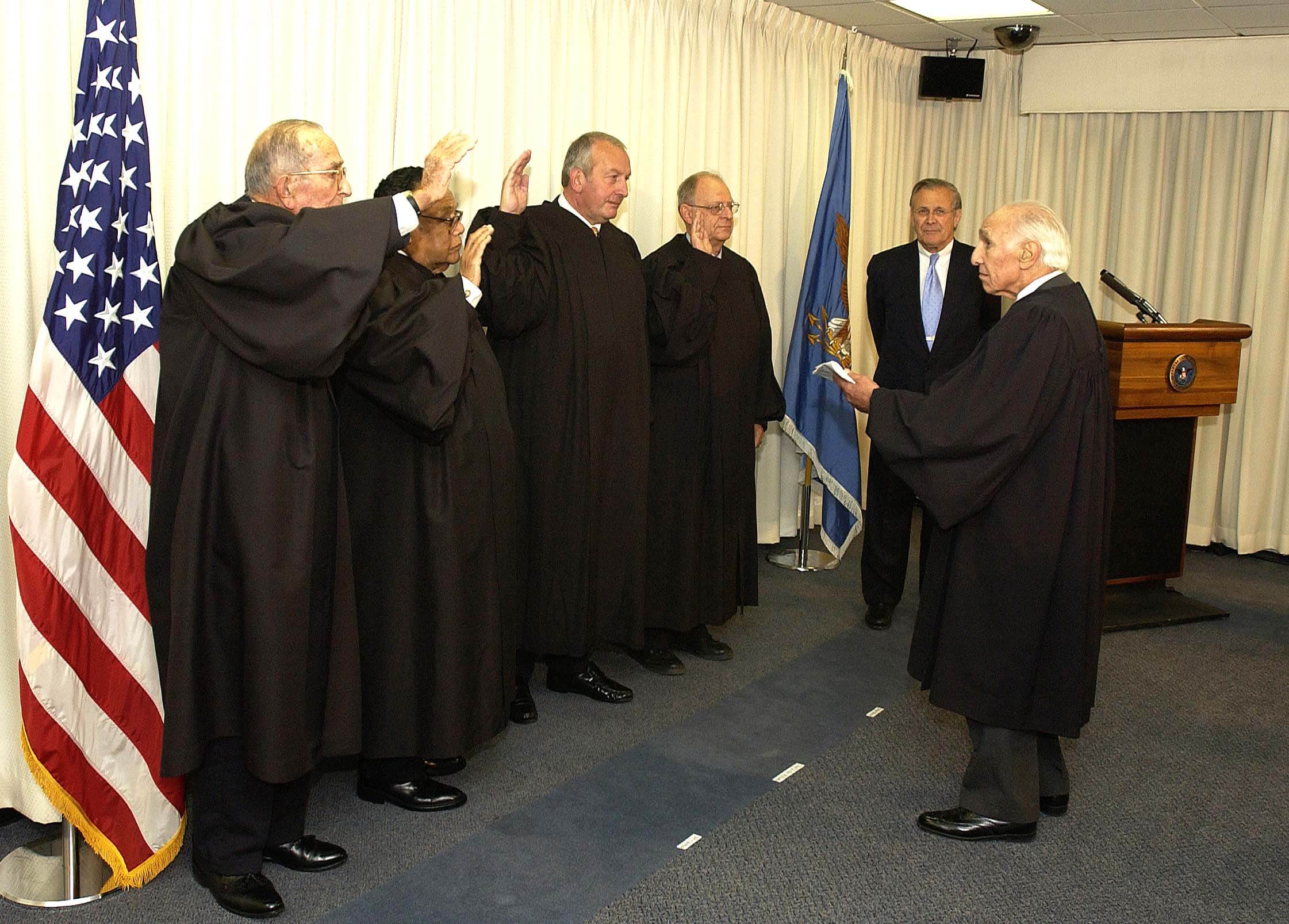
Anthony A. Alaimo (rechts) mit Verteidigungsminister Donald Rumsfeld (2. von rechts) bei der Vereidigung von vier neuen Mitgliedern eines Militärgerichtsüberprüfungsgremium, darunter die ehemaligen Bundesminister Griffin B. Bell (links) und William Thaddeus Coleman (2. von links), im Jahr 2004

Anthony A. Alaimo (* 29. März 1920 in Termini, Italien; † 30. Dezember 2009 in Brunswick, Georgia) war ein italienisch-amerikanischer Jurist. Nach seiner Berufung durch Präsident Richard Nixon fungierte er von 1971 bis 1991 als Bundesrichter am Bundesbezirksgericht für den südlichen Distrikt von Georgia.

## Werdegang
Der auf Sizilien geborene Anthony Alaimo kam als Zweijähriger mit seinen Eltern in die Vereinigten Staaten, wo sich die Familie in Jamestown (New York) niederließ. Er absolvierte nach seinem Schulabschluss die Ohio Northern University, an der er 1940 den Bachelor of Arts erwarb. Anschließend diente er von 1941 bis 1945 während des Zweiten Weltkrieges als Pilot in den United States Army Air Forces und stieg bis zum Second Lieutenant auf. Nach seiner Rückkehr besuchte er die School of Law der Emory University in Atlanta und wurde dort 1948 zum Juris Doctor promoviert. Daraufhin praktizierte er bis 1957 als Rechtsanwalt in Atlanta, danach bis 1971 in Brunswick.
Alaimo gehörte der Republikanischen Partei an, bekleidete aber nie ein öffentliches Amt. In den Jahren 1960 und 1964 nahm er als Delegierter an den Republican National Conventions teil. Zwischen 1966 und 1967 gehörte er dem Republican State Central Committee an, dem Staatsvorstand seiner Partei.
Am 29. November 1971 wurde Alaimo durch Präsident Nixon zum Richter am United States District Court for the Southern District of Georgia ernannt; damit übernahm er einen zuvor neu eingerichteten Sitz. Nach der Bestätigung durch den US-Senat, die drei Tage darauf erfolgte, konnte er am 9. Dezember desselben Jahres sein Amt antreten. Von 1976 bis 1990 war er als Chief Judge Vorsitzender dieses Bundesgerichts. Am 1. Juli 1991 wechselte er in den Senior Status und ging damit faktisch in den Ruhestand. Sein Sitz fiel an William Theodore Moore; den Vorsitz des Gerichts übernahm Berry Avant Edenfield. Er starb am 30. Dezember 2009 in Brunswick.